# Парснер, Эббе
Эббе Вестерманн Парснер (дат. Ebbe Vestermann Parsner, 6 июня 1922, Копенгаген — 24 октября 2013, неизвестно) — датский гребец, серебряный призёр летних Олимпийских игр в Лондоне (1948).
Выступал за спортивный клуб DFDS Idrætsklub (Копенгаген). В начале карьеры выступал в одиночке и становился чемпионом Дании (1946-48) . В 1948-50 гг. выигрывал национальное первенство в двойке в паре с Оге Ларсеном. В том же составе стал обладателем серебряной медали на летних Олимпийских играх в Лондоне (1948).
Однако выступление на следующих Играх в Хельсинки (1952) оказалось для датского дуэта неудачным. Завершив карьеру, спортсмен ещё долгое время продолжал выступать в соревнованиях ветеранов, в частности, в 2005 г. на Темзе, где когда-то выиграл свою серебряную олимпийскую медаль.